# Neji Hyūga
Neji Hyūga (日向ネジ Hyūga Neji?) es un personaje del manga y anime Naruto. Pertenece al equipo de Might Guy, del que también son miembros Rock Lee y Tenten. Como su apellido lo indica, perteneció al Clan Hyūga. La traducción de este apellido significa: «Hacia el Sol».

## Creación y concepción
Neji es de los miembros conocidos del Clan Hyūga cuyo nombre no comienza con un kana del Gojūon (ha (ハha?), hi (ヒhi?), fu (フfu?), he (ヘhe?), ó ho (ホho?)). Su nombre significa «hélice» o «espiral», lo cual se refiere a una de las técnicas que usa en la serie, el Hakkeshō Kaiten.
Este nombre además recuerda el Nei chia, una de las artes marciales chinas que se basan en técnicas de combate que manejan movimientos suaves, tales como el Tai Chi Chuan o el Hsing I Chuan. Este tipo de arte marcial pone énfasis en el "poder interno", en detrimento del "poder externo", tendiendo a acentuar una redirección circular que busque controlar la fuerza del oponente en vez de enfrentar fuerza contra fuerza. De este modo, dichas artes marciales son un posible origen del estilo de pelea del Clan Hyūga, basado en el Jūken (Puño Suave).
Finalmente, su estilo de combate es similar al Pa Kua Chang y sus técnicas manejan el concepto filosófico de los Ocho Trigramas.

## Personalidad
Neji es un niño muy tranquilo que inicialmente guarda un profundo rencor contra los miembros de la rama principal de su clan, a quienes cree que son responsables de la muerte de su padre. En su infancia, Neji no tenía nada en contra de la rama principal ya que era demasiado joven para comprender completamente las implicaciones de ser miembro de la rama secundaria, pero a medida que crecía, al ver que su padre no sentía nada más que odio por su hermano y la primera rama, poco a poco empezó a experimentarlo. También desarrolla un sentimiento de arrogancia hacia su prima Hinata, diciéndole constantemente que nunca podrá ser la heredera del clan Hyūga. Todo esto hizo que Neji creyera que el futuro de una persona se decide en su nacimiento y no hay forma de escapar o cambiar su destino, pero tras ser derrotado por Naruto parece entender que ha estado equivocado.
Después de conocer la verdad sobre su padre, Neji comienza a comprender el verdadero valor de la amistad e incluso decide seguir el entrenamiento de su tío. Además, abandona la idea de un destino predeterminado y comprende que uno siempre debe ser más fuerte para no perder nunca una batalla.
El odio que Neji sintió por la rama principal con el tiempo se convierte en respeto por esta y en amor fraternal hacia su tío y prima, sin olvidar su posición en el clan y su propósito de protegerlos. En un principio, Neji también denigró el sueño de su compañero Rock Lee de convertirse en un gran ninja usando solo taijutsu sin poseer conocimiento del ninjustu, aunque luego cambió de opinión. Tanto él como Tenten a menudo molestan el comportamiento jovial e hiperactivo de Lee y Might Guy, pero están igualmente dispuestos a luchar por sus compañeros de equipo a los que están muy apegados.

## Historia

### Pasado
Cuando Neji tenía cuatro años, se celebró una gran fiesta para recibir a los enviados del País del Rayo para firmar una alianza con la Aldea Oculta de la Hoja, todos los habitantes asistieron, excepto el clan Hyūga, que no participó, ya que era un día conmemorado debido al tercer cumpleaños de Hinata Hyūga, heredera del clan al ser hija de Hiashi, hermano gemelo de Hizashi, el cual nació segundos después, lo que colocaba a Neji, como hijo de este, en la rama secundaria del clan. Ese día se encontraron las dos ramas, Neji conoció a su prima. 

La marca maldita que posee Neji en su frente.

 Hiashi pidió a su hermano que le dejara a Neji un rato para poder colocar el sello maldito de la familia principal Hyūga en él, lo que permitiría a la rama principal matarlo cuando quisiesen, destruyendo sus células cerebrales, y destinándolo a la servidumbre y protección de éstos, convirtiéndolo así, en un «pájaro enjaulado». Días después, Neji y su padre contemplaron el entrenamiento entre Hinata e Hiashi; Hizashi explicó a su hijo que su deber era proteger a Hinata y los secretos del clan, pero ante la inocencia de Neji, su padre activó su Byakugan, lo que Hiashi consideró como un intento de matar a su sobrina. El líder de la rama principal lo detuvo activando el sello maldito de su hermano y advirtiendo que era la última vez que lo perdonaba, recordando a Neji que no olvidara su destino, lo que provocó las lágrimas del pequeño y el cambio en su personalidad.
Más adelante, el jefe ninja de la Aldea Oculta de las Nubes intentó secuestrar a Hinata para intentar conocer todos los secretos del clan y de paso obtener su Byakugan, ya que esta al ser de la rama principal no tiene el sello maldito, sin embargo este terminaría siendo asesinado por el padre de Hinata y líder del clan, Hiashi. No conformes con lo sucedido en ese incidente, la Aldea Oculta de las Nubes intenta tomar represalias por el asesinato y en vistas de las puertas a una nueva guerra, pero ambas aldeas acordaron llegar a un nuevo tratado para intentar mantener la paz entre ambas naciones, por lo que la Aldea Oculta de la Nube acordó aceptar los términos, pero con la condición de que la Aldea Oculta de la Hoja entregara el cadáver del líder del clan Hyūga como compensación; en secreto se decidió que Hizashi, el hermano gemelo de Hiashi fuese entregado como tributo para apaciguar la guerra, provocando la muerte de este y aprovechando que este poseía el sello maldito de los Hyuga con el cual su Byakugan se autodestruiría tras su muerte y de esta forma los secretos de su clan y su doujutsu no caería en manos enemigas; aunque tiempo después se revelaría que Hizashi en realidad decidió esto por su cuenta sacrificarse por su hermano y su hogar, pero a la vez este hecho se le ocultó a su hijo Neji, el cual creyó que había sido obligado a entregarse en lugar de la rama principal. Antes de morir, Hizashi se despidió de su hijo, pidiéndole que viviese ya que había sido bendecido con el mayor talento en el clan Hyūga, explicando que él quería que Neji naciera en la rama principal, más tarde Neji lloraría sobre el cadáver de su padre. Finalmente, este resentimiento terminaría por marcar a Neji, provocando que desarrollara una personalidad muy mala y vengativa sobre la rama principal de su clan, pensando que el destino es algo decidido desde el nacimiento, algo que las personas no pueden cambiar por más que se esfuercen, en concreto a su tío Hiashi y su prima Hinata.

### Primera parte
Neji junto con el Equipo Guy del que forma parte, participa en los Exámenes Chūnin durante el cual inicialmente intenta pasar desapercibido bajo el consejo de Might Guy. Logra pasar las pruebas de primer y segundo examen, para luego derrotar a Hinata en las preliminares, demostrando ser alguien bastante fuerte y dejando a su prima Hinata casi al borde de la muerte, pero en medio de la pelea su prima le hace saber a su primo que el único que esta sufriendo por las diferencias entre ramas es solamente el. No conforme con este comentario de su propia prima, Neji intenta asesinarla, sin embargo su acto es rápidamente detenido y subyugado por los Jonin, Hayate Gekko, Kakashi Hatake, Kurenai Yūhi y su propio sensei Might Guy, donde este último lo reprime diciendo que no deje que sus emociones y su odio nublen su juicio. En la tercera y última prueba se enfrenta a Naruto, manifestando técnicas que perfeccionó, que la rama secundaria no debería conocer porque se enseñan únicamente en la rama principal, causando la consternación de su tío, pero finalmente de forma sorpresiva este sería derrotado por Naruto, el cual también uso una pequeña parte del chakra de Kurama. Tras su derrota, Naruto se le acerca a Neji y le menciona que este en su momento tuvo que repetir el examen de graduación tres veces seguidas, ya que uno de los requisitos para aprobar en su momento era usar el jutsu de clones, pero como Naruto no podía hacerlos bien, siempre terminaba reprobando, hasta aquel día que conoció el jutsu Clones de Sombra y logró perfeccionar la técnica hasta tal grado que se ha vuelto parte fundamental en su desarrollo como ninja y con la cual por fin pudo graduarse de la academia, también es gracias a las palabras de Naruto que Neji finalmente comprende que el destino de un ser humano no está marcado desde su nacimiento, sino que sus acciones en vida son las que verdaderamente marcan el propio destino de una persona y nos define lo que somos.
Después de una reunión en el hospital de la aldea, Neji descubre toda la verdad sobre el sacrificio de su padre por medio de su tío Hiashi, que estaba esperando el momento adecuado para explicarle todos los fatales acontecimientos del pasado y estando de rodillas Hiashi y en medio de lágrimas de dolor le pide una enorme disculpa a su sobrino por todo el odio y rencor que le hizo pasar por mucho tiempo al ocultarle la verdad, además de ello Hiashi le entrega una carta escrita por el padre de Neji previo a su muerte en donde le explica sus acciones. A partir de ese momento, Neji empieza a dejar de lado su rencor contra la rama principal y accede a ser entrenado por su tío y también se reconcilia con su prima Hinata, a la cual le ayuda a mejorar en su entrenamiento.
Tras la fuga de Sasuke, se une al Equipo de Recuperación de Sasuke, liderado por Shikamaru, para traerlo de regreso a la aldea. Como parte de un plan de Shikamaru, Neji se enfrenta a Kidomaru de la Aldea Oculta del Sonido. Sin embargo, fue dañado a pesar de haberlo vencido. Sus heridas luego fueron tratadas en la sala de cuidados intensivos por cuatro ninjas médicos.

### Segunda parte
Dos años después, Neji se convierte en jōnin. Sin embargo, en una misión con el Equipo Guy, se apresura a regresar a su aldea cuando nota una bandada de pájaros volando en dirección opuesta y Gamabunta, el líder de todos los sapos, acostado e inconsciente no muy lejos de la aldea, les informa que la aldea está a punto de ser destruida. Al llegar a la aldea, encuentra a Hinata herida y busca a un ninja médico para curarla.
Durante la Cuarta Guerra Mundial Shinobi, Neji es reclutado en la Segunda División, liderado por Kitsuchi y, junto con Hinata, se enfrenta a varios Zetsu blancos. Después del primer día de batalla, durante la noche protege el campamento usando su Byakugan, junto con Kiba y Akamaru, para advertir a sus compañeros en caso de ataques enemigos. Mientras tanto, un Zetsu blanco asume su aparición a través de una técnica de transformación particular y se infiltra en la unidad médica: sin embargo, es descubierto por Sakura, quien lo derrota. Neji cae al suelo por agotamiento durante la vigilia, mientras que Hinata ocupa su lugar, junto con Shino.
Después de recuperarse y derrotar al Zetsu blanco con su grupo, corre para ayudar a Naruto que se enfrenta al Diez Colas. En la pelea, su prima Hinata estaba a punto de sacrificar su vida usando su propio cuerpo como escudo para proteger a Naruto de un ataque mortal, sin embargo en el último segundo, Neji salta frente a ella y de Naruto, recibiendo el mortal ataque en su lugar y acaba siendo empalado por varias estacas de madera, tras eso Naruto intenta pedir la ayuda desesperadamente de un ninja médico para Neji, pero este último le menciona que no se moleste en salvarlo, ya que según sus palabras, había aceptado su destino y acaba muriendo con una sonrisa en sus labios y en los brazos de su amigo luego de decirle que eligió morir para proteger a sus seres queridos, como hizo su padre en su momento, momentos después que este muere el sello maldito se activa y sella su Byakugan para siempre. Una vez finalizada la Cuarta Gran Guerra Ninja, Naruto y Hinata en medio de lágrimas se aparecen frente a la tumba de Neji, para honrar su sacrificio como también a los demás ninjas caídos en el conflicto.

## Habilidades

El Byakugan.

Neji posee el Byakugan, la habilidad innata de su clan, que le da una vista casi de 360°, y un estilo de lucha especial llamado «Juken» (柔拳 Puño suave?), que le permite dañar el sistema circulatorio del chakra y los órganos internos. Neji es considerado el genio del clan Hyuga: fue, de hecho, el primer estudiante de primer año de su clase en graduarse de la academia y fue considerado el más fuerte y talentoso de todos los genin de la Hoja que participaron en los exámenes chūnin. A temprana edad, Neji ya sabía cómo usar el Byakugan, y conocía todas las técnicas secretas de la rama principal (como la rotación celestial y la técnica de 64 palmas), que aprendió y perfeccionó por su cuenta con extrema facilidad.
Su Byakugan es más desarrollado en comparación con el de los demás miembros de su clan: ha desarrollado, de hecho, la capacidad de ver perfectamente los puntos de fuga del oponente y en la adolescencia tiene una vista de 50 metros a 358° y puede hacer zoom hasta 1 km en línea recta. A pesar de sus grandes habilidades, Neji tiene un punto débil que es el punto ciego de los 2° restantes en su espalda. De hecho, cuando eso ocurre Neji se encuentra en serias dificultades, como en un enfrentamiento con Kidomaru que logra explotarlo peleando a larga distancia. Aunque en la segunda parte logra aprender 
la técnica «Hakke Kūshō» (八卦空掌 Ocho Trigramas Palma de Aire?) para compensar la debilidad.

### Misiones completadas
Durante el transcurso de la historia, Neji ha realizado un total de 61 misiones.
- Rango D: 24
- Rango C: 12
- Rango B: 15
- Rango A: 9
- Rango S: 1

## Apariciones en otros medios
Neji fue uno de los personajes más destacados de Naruto. También aparece en algunas películas como Naruto Shippūden: La película, donde con Naruto, Sakura y Lee se dirigen al País de los Demonios.  Neji también aparece en el tercer OVA donde, junto con todos los protagonistas, participa en un torneo en Konoha, perdiendo ante Naruto.
Neji también aparece en muchos videojuegos, incluyendo las series Naruto: Clash of Ninja y Naruto: Ultimate Ninja.